# Elnur Cəfərov
Elnur Mail Oğlu Cəfərov (Lənkəran, 28 marzo 1997) è un calciatore azero, attaccante del Kəpəz.

## Carriera

### Club

#### Khazar
Nasce a Lənkəran e inizia a giocare a calcio nella squadra della sua città, il Xəzər-Lənkəran, rimanendo nelle giovanili fino al 2013. Il debutto in prima squadra avviene l'11 febbraio 2013, a 16 anni non ancora compiuti, quando gioca titolare nella sconfitta interna per 3-2 in campionato contro l'İnter Baku. Alla prima stagione vince la Supercoppa d'Azerbaigian. Segna la prima rete due stagioni dopo, il 19 ottobre 2014, nel 4-0 casalingo sull'FK Baku in Premyer Liqası, quando realizza il 3-0 al 43'. In quattro stagioni ottiene 47 presenze e 3 gol.

#### Tondela e Dugopolje
Nel luglio 2016 si trasferisce all'estero, al Tondela, in Primeira Liga, massima serie portoghese. Rimane in gialloverde però soltanto un mese senza esordire e il 31 agosto, ultimo giorno di mercato, passa ai croati del Dugopolje, impegnati in seconda serie. Esordisce il 10 settembre 2016, nel successo esterno per 2-0 sul campo dello Hrvatski Dragovoljac in campionato, entrando al 66'.

### Nazionale
Inizia a giocare nelle Nazionali giovanili azere a 15 anni, nel 2012, disputando 11 gare con l'Under-17 fino al 2013, di cui 6 nelle qualificazioni agli Europei 2013 e 2014, e segnando 2 gol. Nel 2014 passa in Under-19, dove rimane fino al 2015, ottenendo 12 apparizioni, di cui 8 nelle qualificazioni agli Europei di categoria 2015 e 2016 e 2 gol. Il 17 giugno 2015 esordisce in Under-21, giocando 94 minuti e vincendo 1-0 nelle qualificazioni all'Europeo 2017, in trasferta a Toftir contro le Fær Øer. Quattro mesi dopo, il 13 ottobre 2015, debutta in Nazionale maggiore, perdendo 2-0 in trasferta a Sofia contro la Bulgaria nelle qualificazioni all'Europeo 2016, sfida nella quale gioca 67 minuti.

## Statistiche

### Presenze nei club
Statistiche aggiornate al 18 marzo 2017.
| Stagione        | Squadra         | Campionato      | Campionato | Campionato | Coppe nazionali | Coppe nazionali | Coppe nazionali | Coppe continentali | Coppe continentali | Coppe continentali | Altre coppe | Altre coppe | Altre coppe | Totale | Totale | Totale |
| Stagione        | Squadra         | Comp            | Pres       | Reti       | Comp            | Pres            | Reti            | Comp               | Pres               | Reti               | Comp        | Pres        | Reti        | Pres   | Reti   |        |
| --------------- | --------------- | --------------- | ---------- | ---------- | --------------- | --------------- | --------------- | ------------------ | ------------------ | ------------------ | ----------- | ----------- | ----------- | ------ | ------ | ------ |
| 2012-2013       | Xəzər-Lənkəran  | PL              | 1+1        | 0+0        | AK              | 0               | 0               | UEL                | 0                  | 0                  | -           | -           | -           | 2      | 0      |        |
| 2013-2014       | Xəzər-Lənkəran  | PL              | 1          | 0          | AK              | 0               | 0               | UEL                | 0                  | 0                  | AK          | 0           | 0           | 1      | 0      |        |
| 2014-2015       | Xəzər-Lənkəran  | PL              | 25         | 1          | AK              | 0               | 0               | -                  | -                  | -                  | -           | -           | -           | 25     | 1      |        |
| 2015-2016       | Xəzər-Lənkəran  | PL              | 19         | 2          | AK              | 0               | 0               | -                  | -                  | -                  | -           | -           | -           | 19     | 2      |        |
| Totale Khazar   | Totale Khazar   | Totale Khazar   | 47         | 3          | -               | 0               | 0               | -                  | -                  | -                  | -           | 0           | 0           | 47     | 3      |        |
| 2016-2017       | Dugopolje       | 2. HNL          | 11         | 0          | HNK             | 0               | 0               | -                  | -                  | -                  | -           | -           | -           | 11     | 0      |        |
| Totale carriera | Totale carriera | Totale carriera | 58         | 3          | -               | 0               | 0               | -                  | -                  | -                  | -           | -           | -           | 58     | 3      |        |

### Cronologia presenze e reti in Nazionale
| Cronologia completa delle presenze e delle reti in nazionale ― Azerbaigian | Cronologia completa delle presenze e delle reti in nazionale ― Azerbaigian | Cronologia completa delle presenze e delle reti in nazionale ― Azerbaigian | Cronologia completa delle presenze e delle reti in nazionale ― Azerbaigian | Cronologia completa delle presenze e delle reti in nazionale ― Azerbaigian | Cronologia completa delle presenze e delle reti in nazionale ― Azerbaigian | Cronologia completa delle presenze e delle reti in nazionale ― Azerbaigian | Cronologia completa delle presenze e delle reti in nazionale ― Azerbaigian |
| Data                                                                       | Città                                                                      | In casa                                                                    | Risultato                                                                  | Ospiti                                                                     | Competizione                                                               | Reti                                                                       | Note                                                                       |
| -------------------------------------------------------------------------- | -------------------------------------------------------------------------- | -------------------------------------------------------------------------- | -------------------------------------------------------------------------- | -------------------------------------------------------------------------- | -------------------------------------------------------------------------- | -------------------------------------------------------------------------- | -------------------------------------------------------------------------- |
| 13-10-2015                                                                 | Sofia                                                                      | Bulgaria                                                                   | 2 – 0                                                                      | Azerbaigian                                                                | Qual. Euro 2016                                                            | -                                                                          | 67’                                                                        |
| Totale                                                                     |                                                                            | Presenze                                                                   | 1                                                                          |                                                                            | Reti                                                                       | 0                                                                          |                                                                            |

| Cronologia completa delle presenze e delle reti in nazionale ― Azerbaigian under 21 | Cronologia completa delle presenze e delle reti in nazionale ― Azerbaigian under 21 | Cronologia completa delle presenze e delle reti in nazionale ― Azerbaigian under 21 | Cronologia completa delle presenze e delle reti in nazionale ― Azerbaigian under 21 | Cronologia completa delle presenze e delle reti in nazionale ― Azerbaigian under 21 | Cronologia completa delle presenze e delle reti in nazionale ― Azerbaigian under 21 | Cronologia completa delle presenze e delle reti in nazionale ― Azerbaigian under 21 | Cronologia completa delle presenze e delle reti in nazionale ― Azerbaigian under 21 |
| Data                                                                                | Città                                                                               | In casa                                                                             | Risultato                                                                           | Ospiti                                                                              | Competizione                                                                        | Reti                                                                                | Note                                                                                |
| ----------------------------------------------------------------------------------- | ----------------------------------------------------------------------------------- | ----------------------------------------------------------------------------------- | ----------------------------------------------------------------------------------- | ----------------------------------------------------------------------------------- | ----------------------------------------------------------------------------------- | ----------------------------------------------------------------------------------- | ----------------------------------------------------------------------------------- |
| 17-6-2015                                                                           | Toftir                                                                              | Fær Øer under 21                                                                    | 0 – 1                                                                               | Azerbaigian under 21                                                                | Qual. Europeo Under-21 2017                                                         | -                                                                                   | 94’                                                                                 |
| 8-9-2015                                                                            | Baku                                                                                | Azerbaigian under 21                                                                | 0 – 3                                                                               | Germania under 21                                                                   | Qual. Europeo Under-21 2017                                                         | -                                                                                   |                                                                                     |
| 17-11-2015                                                                          | Baku                                                                                | Azerbaigian under 21                                                                | 3 – 0                                                                               | Russia under 21                                                                     | Qual. Europeo Under-21 2017                                                         | -                                                                                   | 63’                                                                                 |
| 24-3-2016                                                                           | Rostov sul Don                                                                      | Russia under 21                                                                     | 2 – 2                                                                               | Azerbaigian under 21                                                                | Qual. Europeo Under-21 2017                                                         | -                                                                                   | 78’                                                                                 |
| 3-6-2016                                                                            | Baku                                                                                | Azerbaigian under 21                                                                | 0 – 0                                                                               | Bosnia ed Erzegovina under 21                                                       | Amichevole                                                                          | -                                                                                   |                                                                                     |
| 6-9-2016                                                                            | Baku                                                                                | Azerbaigian under 21                                                                | 1 – 1                                                                               | Fær Øer under 21                                                                    | Qual. Europeo Under-21 2017                                                         | -                                                                                   | 46’                                                                                 |
| Totale                                                                              |                                                                                     | Presenze                                                                            | 6                                                                                   |                                                                                     | Reti                                                                                | 0                                                                                   |                                                                                     |

## Palmarès

### Club
- Azərbaycan Superkuboku: 1

Xəzər-Lənkəran: 2013